# Iginia Boccalandro
Iginia Boccalandro Valentina (ur. 14 lutego 1961 w Caracas) – wenezuelska saneczkarka. Dwukrotna olimpijka (1998 i 2002), uczestniczka mistrzostw świata (2001).

## Życiorys
Boccalandro urodziła się w stolicy Wenezueli, Caracas, jednak wkrótce przeprowadziła się do Stanów Zjednoczonych. Początkowo uprawiała siatkówkę i narciarstwo alpejskie. Z powodu powtarzających się problemów z kolanami, chcąc zrealizować swoje marzenie o starcie na igrzyskach olimpijskich, zdecydowała się na zmianę uprawianej dyscypliny. W 1994 dołączyła do zespołu Międzynarodowej Federacji Saneczkarskiej w ramach programu rozwoju saneczkarstwa finansowanego przez amerykański związek tego sportu i przeznaczonego dla zawodników z państw niezwiązanych dotąd z tym sportem. Treningi łączyła z pracą w roli fizjoterapeutki, prowadząc klinikę medycyny alternatywnej.
W 1998 wystartowała w igrzyskach olimpijskich w Nagano, zajmując w konkurencji kobiecych jedynek przedostatnią, 28. lokatę. Niżej uplasowała się jedynie reprezentująca Chińskie Tajpej Lee Yi-fang, która w pierwszych trzech przejazdach jako jedyna uzyskiwała gorsze czasy od Boccalandro (w czwartym z kolei najgorsza była Wenezuelka). Jako jedyna reprezentantka Wenezueli w debiutanckim starcie tego kraju na zimowych igrzyskach olimpijskich pełniła również funkcję chorążego na ceremonii otwarcia igrzysk.
W kolejnych czterech sezonach była klasyfikowana w klasyfikacji generalnej saneczkarskiego Pucharu Świata na torach lodowych – sezon 1998/1999 ukończyła na 42. pozycji, 1999/2000 na 43. miejscu, 2000/2001 na 39. lokacie, a w sezonie 2001/2002 była 48. W 2001 wystartowała w mistrzostwach świata w Calgary, gdzie w rywalizacji kobiecych jedynek zajęła 35. pozycję, wyprzedzając pięć rywalek (po jednej ze Słowenii, Wenezueli, Norwegii, Stanów Zjednoczonych i Kanady).
W 2002 po raz drugi wzięła udział w zimowych igrzyskach olimpijskich, ponownie pełniąc funkcję chorążego reprezentacji swojego kraju. W grudniu 2001, podczas przygotowań do tych zawodów, na torze olimpijskim w Park City doznała upadku, w którym uszkodziła jeden z kręgów. Mimo niewyleczonej kontuzji zdecydowała się wystartować na igrzyskach. W czasie oficjalnych treningów przed samymi zawodami z powodu upadków nie ukończyła czterech z sześciu przejazdów.
W pierwszym przejeździe kobiecych jedynek od startu miała problemy z utrzymaniem równowagi, uderzając w bandę już na pierwszym zakręcie, powtarzając ten błąd kilkukrotnie w dalszej części toru. Na każdym z tzw. „międzyczasów” swojego przejazdu uzyskiwała najgorszy wynik z całego grona rywalizujących zawodniczek. Podczas wyjścia z 12. zakrętu toru w Utah Olympic Park ponownie uderzyła w ścianę toru. Siła zderzenia wyrzuciła ją w górę na wysokość około metra, a Boccalandro uderzyła w tor górną częścią ciała, nogą uderzając w zewnętrzną część rynny. Następnie Wenezuelka zsunęła się w dół po torze, leżąc na brzuchu z głową w dół, docierając w ten sposób do mety, gdzie zajęła się nią służba medyczna. W tym czasie jej sanki, przewrócone w czasie upadku, zaczęły samodzielnie zjeżdżać w dół toru. Próbę ich powstrzymania podjęli pracownicy obsługi obiektu – jeden z nich, starając się zatrzymać sanki, stracił część palca (za swoje poświęcenie został później uhonorowany przez Międzynarodową Federację Saneczkarską), a inny doznał urazu stopy. Ostatecznie jednak sanki udało się zatrzymać zanim dotarły do Boccalandro i zajmujących się nią medyków. Wenezuelska zawodniczka, poza oparzeniami, nie doznała żadnych poważniejszych obrażeń. Ze względu na nieukończenie przejazdu została zdyskwalifikowana i nie została sklasyfikowana w końcowych wynikach rywalizacji.

## Odbiór
Zainspirowany występem Boccalandro na Zimowych Igrzyskach Olimpijskich 1998 wkrótce po tej imprezie skontaktował się z nią jej rodak, Werner Hoeger – mający wówczas 40 lat profesor uprawiający w młodości gimnastykę sportową, którego dziecięcym marzeniem był start na igrzyskach olimpijskich. Za jej namową, wspólnie ze swoim synem Chrisem, zaczął uprawiać saneczkarstwo. Ostatecznie zarówno Werner Hoeger, jak i Chris zostali olimpijczykami – ojciec startował w igrzyskach dwukrotnie (2002 i 2006), a syn raz (2002).
Podczas igrzysk w 2002 roku Boccalandro, jako pochodząca z „egzotycznego” w sportach zimowych kraju 42-letnia matka ważąca wówczas 108 kilogramów, wzbudziła duże zainteresowanie ze strony tabloidów, zyskując przydomek „wenezuelskiej bomby lodowej”. Jej zakończony upadkiem start w igrzyskach wywołał dyskusje na temat realizowanego przez Międzynarodową Federację Saneczkarską programu rozwoju saneczkarstwa, a ówczesny prezydent tej federacji, Josef Fendt, zapowiedział zmiany w procesie kwalifikacji olimpijskich, mające na celu zaostrzenie tego procesu.